# Struisvogel
De struisvogel (Struthio camelus) is een Afrikaanse loopvogel en samen met de Somalische struisvogel (Struthio molybdophanes) de enige nog levende soorten van de familie Struthionidae. Het is de grootste en zwaarste van de nog levende vogels en de snelste loopvogel ter wereld. De struisvogel is nauw verwant aan andere grote loopvogels, waaronder de nandoes, de emoes en kasuarissen.

## Beschrijving
De struisvogel is de grootste en zwaarste nog levende vogelsoort. Volwassen mannetjes kunnen tot 2,75 meter hoog en 155 kilogram zwaar worden, maar gemiddeld 1,80 tot 2,10 meter; vrouwtjes zijn iets kleiner en lichter, tot 1,90 meter hoog en 110 kilogram zwaar. De struisvogel heeft krachtige, lange en onbevederde poten. Er zijn aan elke poot twee tenen (de enige vogelsoort met dit aantal), waarvan een grote, sterke met een nagel van 10 cm en een kleinere zonder. De grote teen wordt gebruikt bij het rennen. Struisvogels hebben een relatief kleine kop, maar erg grote ogen. Met een diameter van 50 mm zijn het zelfs de grootste ogen van alle landdieren. De lange, kale nek vertegenwoordigt bijna de helft van de lichaamslengte.
Het lijf is bedekt met veren (geen donsveren). Het verenkleed van het mannetje is voor het grootste deel zwart, maar heeft witte vleugeleinden. De staart is in de regel wit tot grijs, maar een ondersoort heeft een kaneelbruine staart. De kop, nek en poten zijn voor het grootste deel ongevederd en grijs tot blauw van kleur. Het vrouwtje en onvolwassen dieren zijn hoofdzakelijk grijsbruin, ook op de licht bevederde kop, nek en poten. De vleugeluiteinden van vrouwtjes zijn vuilwit van kleur.
In de voortplantingstijd verkleuren de nek en de poten van het mannetje. De populaties in Oost- en West-Afrika worden oranjeroze, terwijl in Zuidelijk Afrika de schenen rood kleuren. Het mannetje van de Somalische struisvogel, heeft een blauwe nek en poten en een rode streep over de schenen.
De struisvogel is de snelste vogel op de grond en het snelste landdier op twee poten. De struisvogel kan een snelheid van 50 kilometer per uur over een periode van dertig minuten volhouden. In een korte sprint kan hij zelfs snelheden tot 70 kilometer per uur behalen, waarbij hij stappen maakt van 3,5 meter. Deze snelheid is mogelijk doordat hij energie erg efficiënt in zijn pezen kan opslaan. De hergebruikte energie uit pezen is 83% meer dan bij de mens.

### Roep
De struisvogel is over het algemeen stil, maar beide geslachten kunnen sissende, snuivende en fluitende geluiden maken. Ook klapt hij geregeld met zijn snavel. Bij nachtelijk gevaar en bij de balts laat het mannetje een diepe, luide galm klinken, boe-boe-boee-boee, vergelijkbaar met de brul van een leeuw.

## Verspreiding en leefgebied
De struisvogel kwam oorspronkelijk voor in het grootste deel van het Afrikaanse vasteland (uitgezonderd de Sahara en de regenwoudgordel) en Arabië. Tegenwoordig is de soort vooral te vinden in de Sahel, ten zuiden van de Sahara, in Oost-Afrika en het zuidwesten; ten noorden van de Sahara en in het Midden-Oosten is de soort inmiddels uitgestorven. De struisvogel komt voornamelijk voor in open, halfdroge savannes, kortegraslanden, struikgebieden, halfwoestijnen en woestijnvlakten. Zij zijn niet afhankelijk van waterbronnen.
Er worden enkele ondersoorten onderscheiden, die in verenkleed en grootte licht tot vrij sterk van elkaar verschillen:
- S. c. camelus – van zuidelijk Marokko en Mauritanië tot zuidelijk Egypte en noordelijk en westelijk Ethiopië, Kameroen en noordelijk Oeganda.
- ( †) S. c. syriacus – Syrië en de Arabische woestijnen.
- S. c. massaicus – zuidelijk Kenia en centraal Tanzania.
- S. c. australis – zuidelijk Afrika.

S. molybdophanes, de Somalische struisvogel – van Somalië, Ethiopië en noordelijk Kenia – wordt soms als ondersoort beschouwd, maar staat onder meer als aparte soort op de IOC World Bird List.

## Gedrag

### Sociaal gedrag en voortplanting

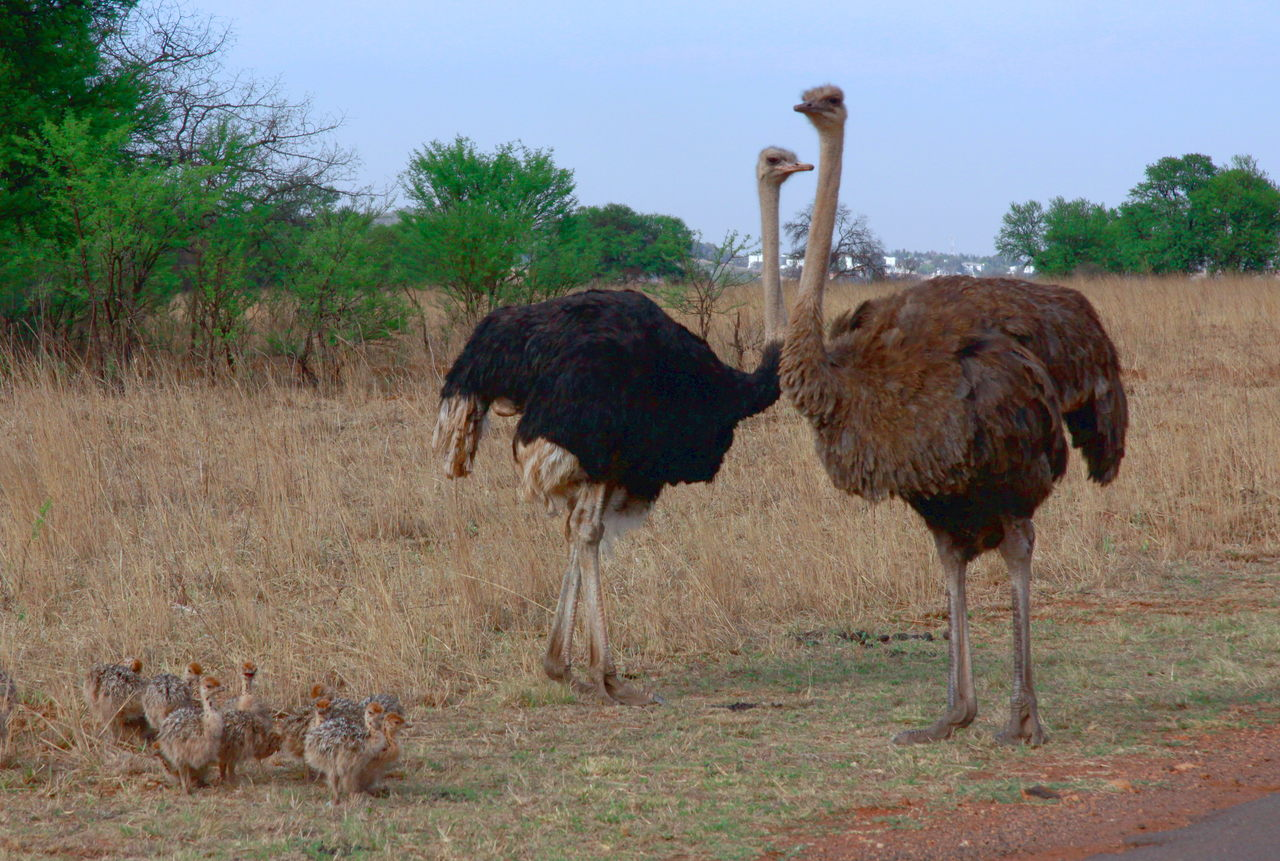
Paartje struisvogels met een crèche jongen (mannetje en vrouwtje)

De struisvogel leeft over het algemeen in paren of kleine groepen van gemiddeld vijf volwassen dieren. Grotere groepen zijn vaak paartjes met een crèche jongen. Vaak zijn struisvogels tezamen met andere savannedieren als zebra's en antilopen te vinden. Dergelijke groepen merken roofdieren eerder op doordat zij elkaars zintuigen aanvullen: struisvogels hebben een beter zichtvermogen, terwijl de hoefdieren een sterk ontwikkelde reukzin hebben.
- Paringsdans

In het paarseizoen vechten de mannetjes met hun sterke poten om de vrouwtjes. Om vrouwtjes voor zich te winnen, voert het mannetje een baltsdans uit. Hij hurkt door zijn poten, spreidt zijn vleugels uit en zwaait zijn felgekleurde nek heen en weer. Het mannetje vormt vervolgens een harem van twee tot zeven (maximaal achttien) vrouwtjes. Een van deze vrouwtjes is het alfavrouwtje. Zij zal de eerste eieren leggen en samen met het mannetje de broedzorg op zich nemen. De lager geplaatste vrouwtjes broeden niet. Het dominante paar wisselt het broeden van elkaar af: het mannetje neemt vaak de nachtdienst. Mocht een roofdier nabij een nest komen, kan een struisvogel opmerkelijk gedrag vertonen, namelijk met de nek languit op de grond liggen om zo minder op te vallen.

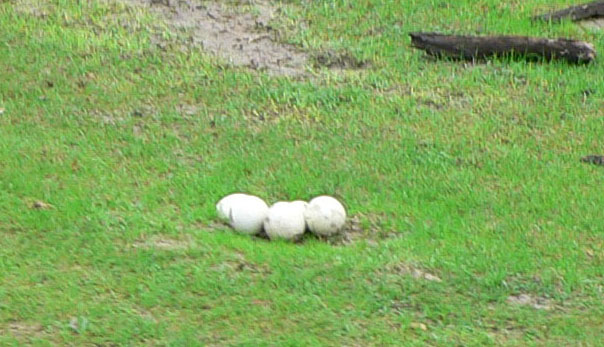
Nest van een struisvogel

Het gezamenlijke nest is vrij eenvoudig; het bestaat vaak uit niet meer dan een stuk geschraapte grond. De vrouwtjes leggen elk zo'n tien tot vijftien witte eieren in het nest. Een struisvogelnest bevat daardoor vaak veertig of meer eieren: het record staat op 78. Het broedende dier kan echter slechts ongeveer twintig eieren bedekken, waardoor veel eieren niet uitkomen. Het alfavrouwtje rolt daarom de eieren van andere vrouwtjes naar de rand, zodat in ieder geval haar eieren uitkomen. De niet uitgekomen eieren worden uiteindelijk gegeten door jakhalzen en hyena's.
De eieren van de struisvogel zijn groter dan die van ieder ander dier: ze hebben een grootte van 15 bij 12 centimeter en een gewicht van 1,3 kg. Hierdoor is de dooier van het struisvogelei ook de grootste cel van het gehele dierenrijk (als het net bevrucht is).
De eieren worden uitgebroed gedurende 40 tot 45 dagen. De jongen zijn nestvlieders, die drie dagen na het uitkomen het nest verlaten en zich verzamelen in een grote crèche, die wordt beschermd door het dominante paar. Bij ontmoeting met een ander paar met jongen zal een gevecht volgen, waarna het winnende paar de crèche van het andere paar overneemt. Op deze manier kunnen groepen ontstaan van soms wel honderd tot driehonderd dieren. Na negen maanden tot een jaar breekt deze crèche op en zijn de dieren zelfstandig. De struisvogel is na drie tot vier jaar geslachtsrijp. De struisvogel kan wel 30 tot 40 jaar oud worden.

### Voedsel
Een struisvogel is een omnivoor. Grassen en kruiden, wortelen, bladeren, bloemen, zaden en vruchten vormen het hoofdonderdeel van het dieet, maar hij eet ook dierlijk materiaal als hagedissen, kikkers, kleine schildpadden en sprinkhanen en andere insecten. Deze dieren, die tussen de planten schuilen, gaan in één keer naar binnen. Zand, stenen en ander hard materiaal (waaronder munten en spijkers) worden ingeslikt om te helpen bij de vertering.

### Verdediging
Een struisvogel verdedigt zich hoofdzakelijk op drie manieren, namelijk door hard weg te rennen, te trappen of door zich te verbergen. Wegrennen is een effectieve manier omdat struisvogels een snelheid kunnen bereiken van 70 kilometer per uur, waarbij hij zich in balans houdt met zijn vleugels. Ook is de struisvogel een geduchte tegenstander vanwege de trappen die hij kan uitdelen. Zijn kracht stelt hem in staat om een mensenbeen te breken of een hoek van 45 graden te trappen in een ijzeren staaf van één centimeter dik. Als derde manier ligt hij bijvoorbeeld in het broedseizoen in een kuil en legt hij zijn hoofd en hals plat op de grond, zodat hij er als een graskluit uitziet in de wazige hitte van de woestijn. Wanneer een indringer dan alsnog te dichtbij komt, stapt hij op en gebruikt hij zijn traptechniek.
Mogelijk hebben waarnemingen van de verstop-in-een-kuil-strategie tot het misverstand geleid dat een struisvogel zijn kop in het zand steekt bij gevaar. Vermoedelijk heeft de Romeinse denker Plinius de Oudere (23-79) dit gedrag voor het eerst beschreven toen hij bezig was met het samenstellen van een meerdelige encyclopedie over natuurgeschiedenis. In het eerste hoofdstuk van het tiende boek doet hij niet alleen die suggestie, maar beweert hij ook dat een struisvogel zijn eieren laat uitkomen door er agressief naar te staren.

## Struisvogels en de mens

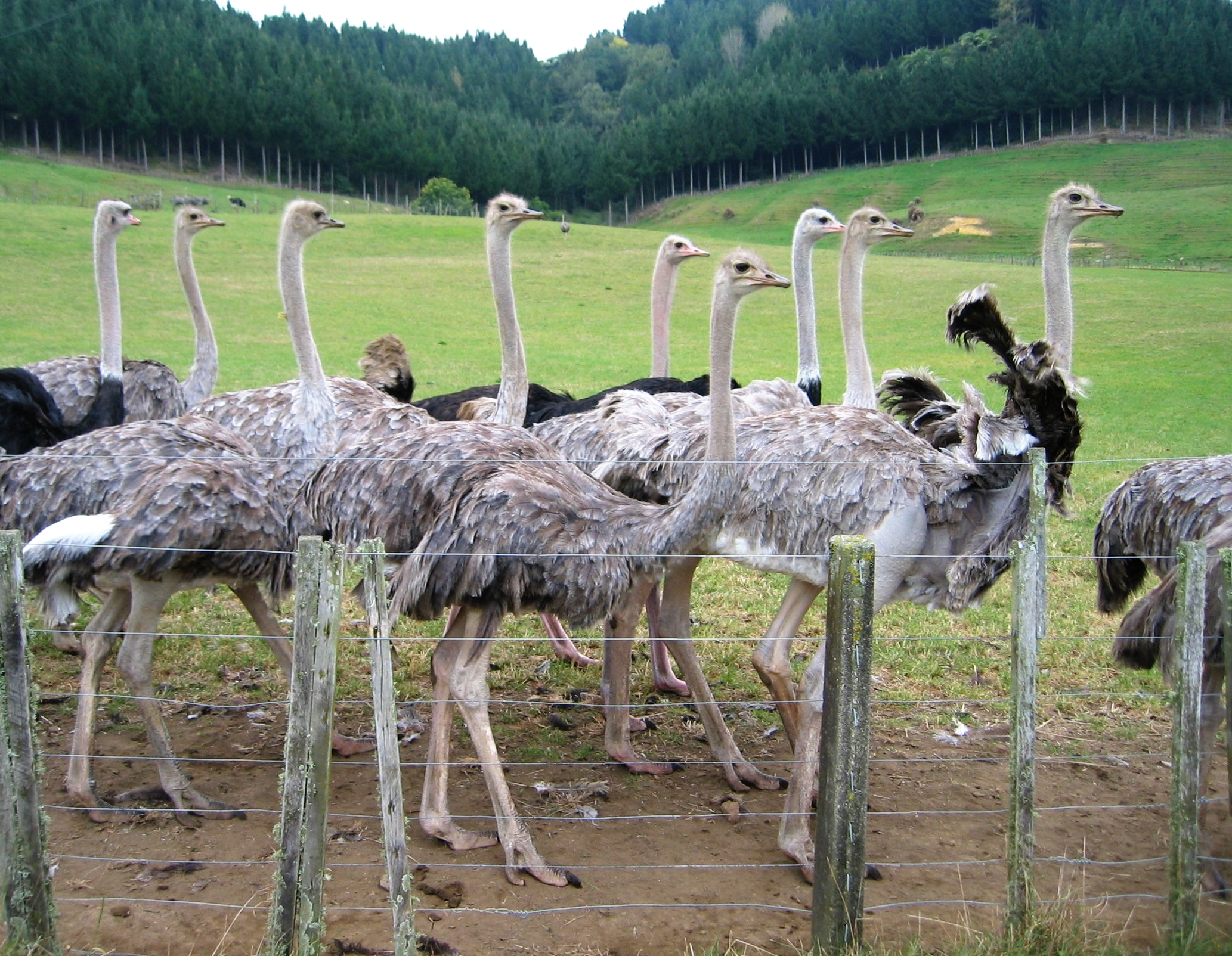
Een struisvogelboerderij in Waikato (Nieuw-Zeeland)

Zestigduizend jaar geleden versierden mensen van de prehistorische Howiesons Poort-cultuur in Zuid-Afrika eierschalen van struisvogels met eenvoudige patronen.
Struisvogels worden soms op boerderijen gefokt voor het vlees en de veren. De eieren zijn eetbaar. Veren worden voor luxueuze kleding en tooien gebruikt. De huid van het dier levert soepel leer. Er is wel geprobeerd de vogels als lastdier of voor races te gebruiken. Ze bleken niet geschikt omdat ze snel vermoeid zijn en gemakkelijk afgeleid worden.
De struisvogel wordt in Europa soms als huisdier gehouden. Ze hebben dan behalve een nachtverblijf een grote buitenruimte nodig. Als het dier zich bedreigd voelt kan het gevaarlijk agressief reageren.
- Struisvogelrace uit 1933 in het Nederlandse Beverwijk

## Taxonomie
De struisvogel is het enige nog levende lid van de familie van de struisvogels (Struthionidae). Lang was de verwantschap tussen de struisvogel en de andere grote loopvogels onduidelijk. DNA-onderzoek van Van Tuinen, Sibley en Hedges (1998) wijst uit dat de struisvogels nauw verwant zijn aan de nandoes van Zuid-Amerika, met als zustergroep de kasuarissen en emoes van Nieuw-Guinea en Australië.

## Afbeeldingen

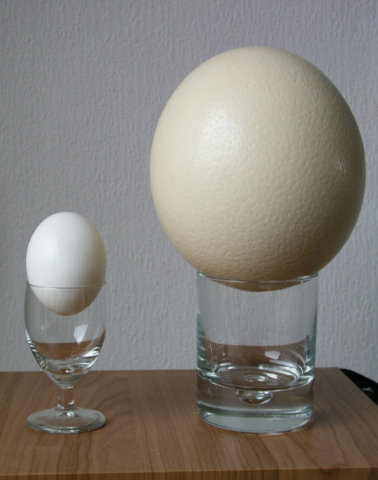
Ei van kip en struisvogel
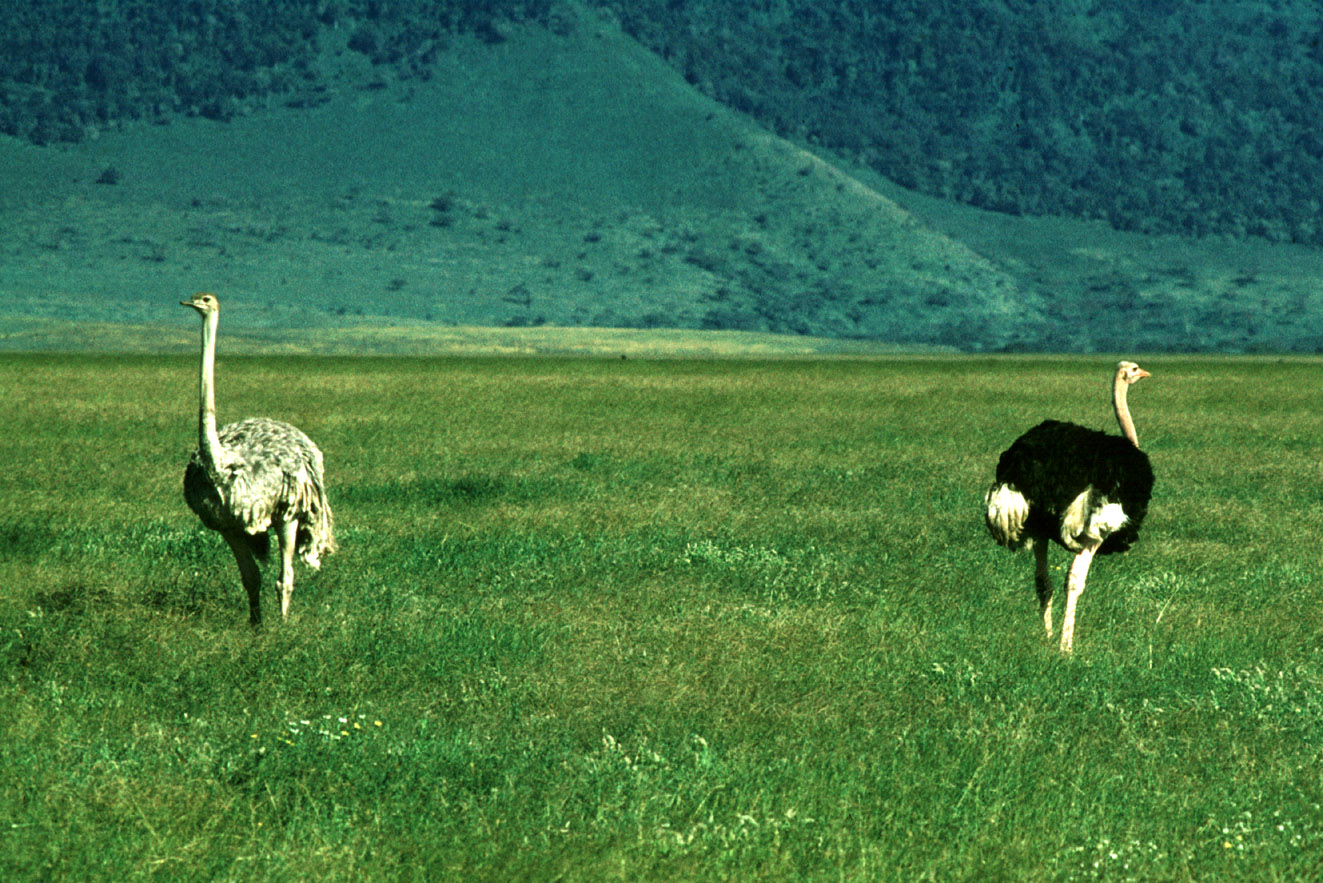
Struisvogels (vrouwtje en mannetje)
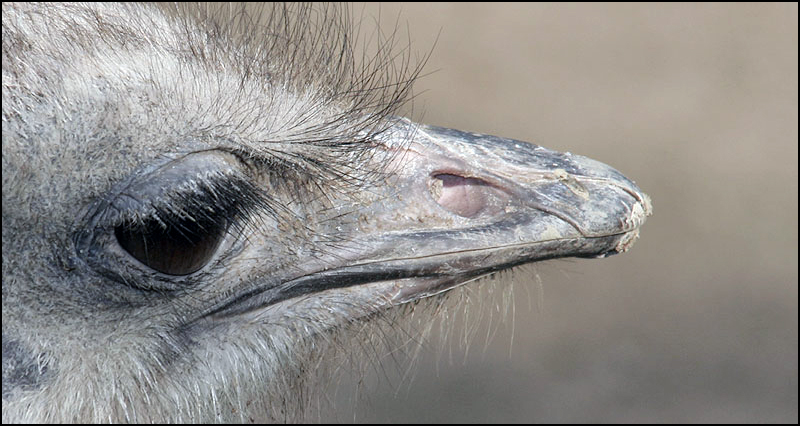
Struisvogel: close-up
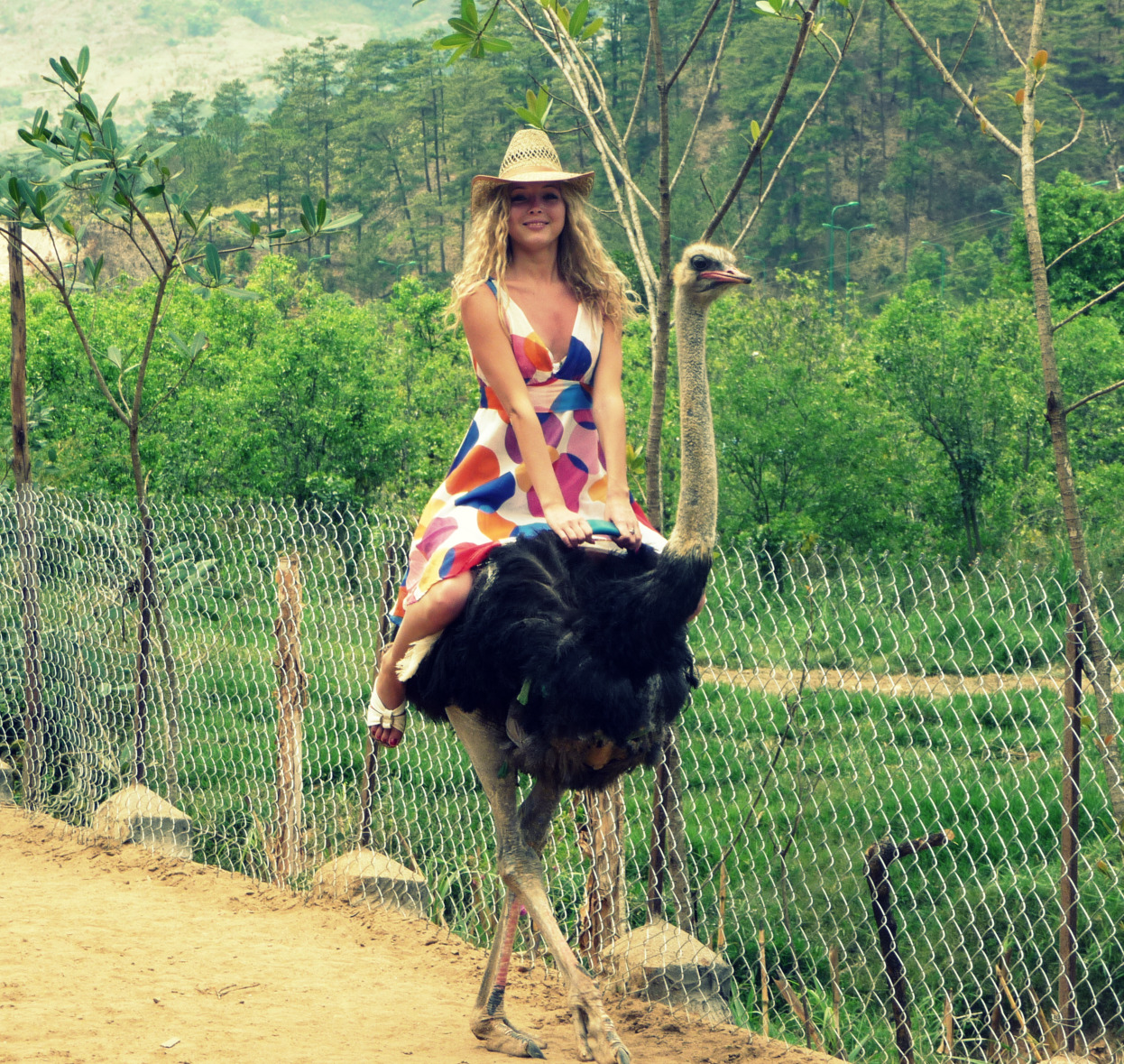
Struisvogel als rijdier